# 2XTREME
TEAM 2X（チームツーエックス）は、カナダ・トロントを拠点に活動するXMA（エクストリーム・マーシャルアーツ）のアクションスタントチーム。

## 概要
チーム龍虎（チームリョウコ）から2009年に改称。2Xは2XTREMEを意味し、2XTREMEの2は、英語のtoo（かなり～すぎる）をひっかけたもの。
空手格闘家、体操選手、テコンドー選手、ブレイクダンサーなど多彩なメンバーが所属している。リーダーのジェームス・マークとメンバーのクリス・マークを中心にハリウッド映画や広告出演など活動範囲を世界的に広げている。
ゲームソフト「FIFA STREET 3」（エレクトロニック・アーツ）のバイラルCMでは数千万を超えるPVを記録し、世界中で話題となった。